# 5202 Charleseliot
5202 Charleseliot eller 1983 XX är en asteroid i huvudbältet som upptäcktes den 5 december 1983 av den tjeckiske astronomen Antonín Mrkos vid Kleť-observatoriet i Tjeckien. Den är uppkallad efter den amerikanske vetenskapsmannen Charles William Eliot.
Asteroiden har en diameter på ungefär 9 kilometer.